# 2012 en sport automobile
Chronologie du Sport automobile
2011 en sport automobile - 2012 en sport automobile - 2013 en sport automobile

## Faits marquants de l'année2012ensport automobile
- Sergio Pérez signe son premier podium, une deuxième place, en Formule 1 lors du Grand Prix de Malaisie.
- Nico Rosberg signe sa première pole position et remporte sa première victoire en Formule 1 lors du Grand Prix de Chine.
- Kamui Kobayashi marque son unique meilleur tour lors de ce même Grand Prix. Ce sera le premier de Sauber.
- Romain Grosjean signe son premier podium, une troisième place, lors du Grand Prix de Bahreïn.
- Pastor Maldonado signe sa première pole position, son premier podium et sa première victoire lors du Grand Prix d'Espagne. Romain Grosjean signe également son premier meilleur tour.
- Sergio Pérez signe son premier meilleur tour lors du Grand Prix de Monaco.
- Michael Schumacher signe son 155e et dernier podium lors du Grand Prix d'Europe.
- Michael Schumacher signe son 77e et dernier meilleur tour lors du Grand Prix d'Allemagne.
- Bruno Senna signe son unique meilleur tour lors du Grand Prix de Belgique.
- Nico Hülkenberg signe son premier meilleur tour lors du Grand Prix de Singapour.
- Kamui Kobayashi signe son unique podium lors du Grand Prix du Japon.

## Par mois

### Mars
- 18 mars (Formule 1) : Grand Prix d'Australie.
- 25 mars (Formule 1) : Grand Prix de Malaisie.

### Avril
- 1er avril : 
  - Will Power remporte le Grand Prix d'Alabama en IndyCar Series.
  - Victoire de Ryan Newman lors du Goody's Fast Relief 500 sur le Martinsville Speedway en NASCAR Sprint Cup Series.
  - Mathias Beche et Pierre Thiriet remporte les 6 Heures du Castellet.
- 15 avril (Formule 1) : Grand Prix de Chine.
- 22 avril (Formule 1) : Grand Prix de Bahreïn.

### Mai
- 13 mai (Formule 1) : Grand Prix d'Espagne.
- 27 mai (Formule 1) : Grand Prix de Monaco.

### Juin
- 16 juin : départ de la quatre-vingtième édition des 24 Heures du Mans.
- 17 juin : l'équipage de l'Audi R18 e-tron quattro no 1, composé de André Lotterer, Marcel Fässler et Benoît Tréluyer, qui s'était déjà imposé en 2011, remporte la 81e édition des 24 Heures du Mans devant les Audi No 2 et No 4. Le constructeur allemand signe ainsi sa troisième victoire consécutive dans l'épreuve d'endurance mancelle, la onzième en treize ans.
- 24 juin (Formule 1) : Grand Prix d'Europe.

### Juillet
- 8 juillet (Formule 1) : victoire de l'australien Mark Webber sur une Red Bull Racing au Grand Prix de Grande-Bretagne.
- 22 juillet (Formule 1) : Grand Prix d'Allemagne.
- 29 juillet (Formule 1) : Grand Prix de Hongrie.

### Septembre
- 2 septembre (Formule 1) : Grand Prix de Belgique
- 9 septembre (Formule 1) : Grand Prix d'Italie
- 23 septembre (Formule 1) : Grand Prix de Singapour

### Octobre
- 7 octobre (Formule 1) : Grand Prix du Japon.
- 14 octobre (Formule 1) : Grand Prix de Corée.
- 28 octobre (Formule 1) : Grand Prix d'Inde

## Novembre
- 4 novembre (Formule 1) : Grand Prix d'Abou Dhabi
- 18 novembre (Formule 1) : Grand Prix des États-Unis
- 25 novembre (Formule 1) : Sebastian Vettel devient champion du monde lors du Grand Prix du Brésil.

## Décès
- 14 janvier :  Gianpiero Moretti, pilote automobile italien. (° 20 mars 1940).
- 24 janvier : Kurt Adolff, Pilote automobile allemand. (° 5 novembre 1921).
- 26 janvier : Roberto Mieres, Pilote automobile argentin. (° 3 décembre 1924).
- 29 janvier : François Migault, Pilote automobile français. (° 4 décembre 1944).
- 2 mars : Gerhard Holup, entrepreneur et pilote automobile allemand. (° 10 décembre 1928).
- 10 mai : Carroll Shelby, Pilote automobile américain et créateur de Shelby Motors. (° 11 janvier 1923).
- 13 mai : Les Leston, pilote automobile britannique. (° 16 décembre 1920).
- 19 mai : Ian Burgess, Pilote automobile anglais. (° 6 juillet 1930).
- 31 mai : Paul Pietsch, Pilote automobile allemand. (° 20 juin 1911).
- 3 juin : Roy Salvadori, Pilote automobile britannique. (° 12 mai 1922).
- 10 juin :  Giovanni Rossi, pilote de courses de côte français. (° 27 mai 1946).
- 16 juin : Gareth Roberts (en), Copilote britannique en rallye automobile.
- 11 juillet : André Simon, Pilote automobile français. (° 5 janvier 1920).
- 10 août : Philippe Bugalski, Pilote de rallye français. (° 12 juin 1963).
- 21 septembre : Mike Sparken, Pilote automobile français. (° 16 juin 1930).
- 31 octobre : John Fitch, Pilote automobile américain. (° 4 août 1917).
- 16 novembre : Philipp Yau, Pilote automobile hongkongais.
- 19 décembre : Colin Davis, Pilote automobile britannique. (° 29 juillet 1933).